# نژاد اصیل

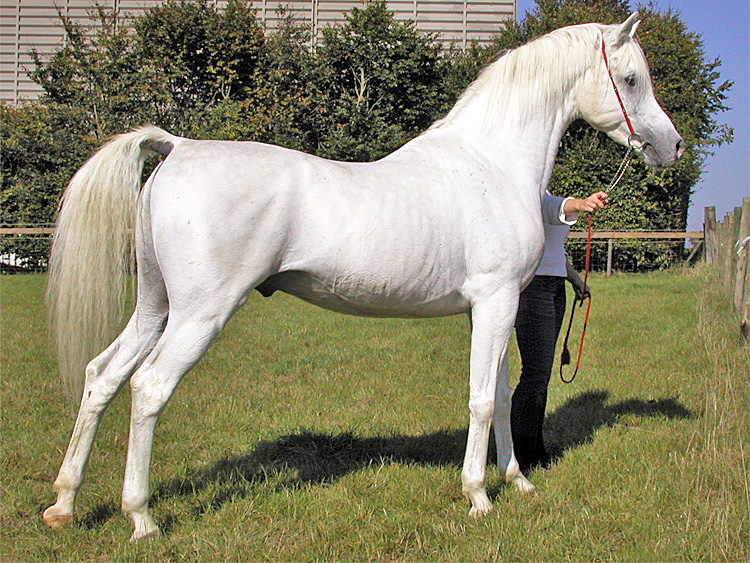
اسب اصیل عربی

نژادهای خالص یا نژادهای اصیل (به انگلیسی: Purebred)، «گونه‌های کشت‌شده» از گونه‌های جانوری هستند که از طریق فرایند پرورش گزینشی به دست می‌آیند. هنگامی که نسب یک جانور اصیل ثبت می‌شود، به آن جانور «شجره‌دار» می‌گویند. نژادهای اصیل به صورت واقعی تولید می‌شوند، به این معنی که فرزندان والدین اصیل شبیه به مشابه، همان فنوتیپ یا ویژگی‌های قابل مشاهده والدین را دارند. به گروهی از نژادهای اصیل، لاین یا سویه نژاد خالص گفته می‌شود.

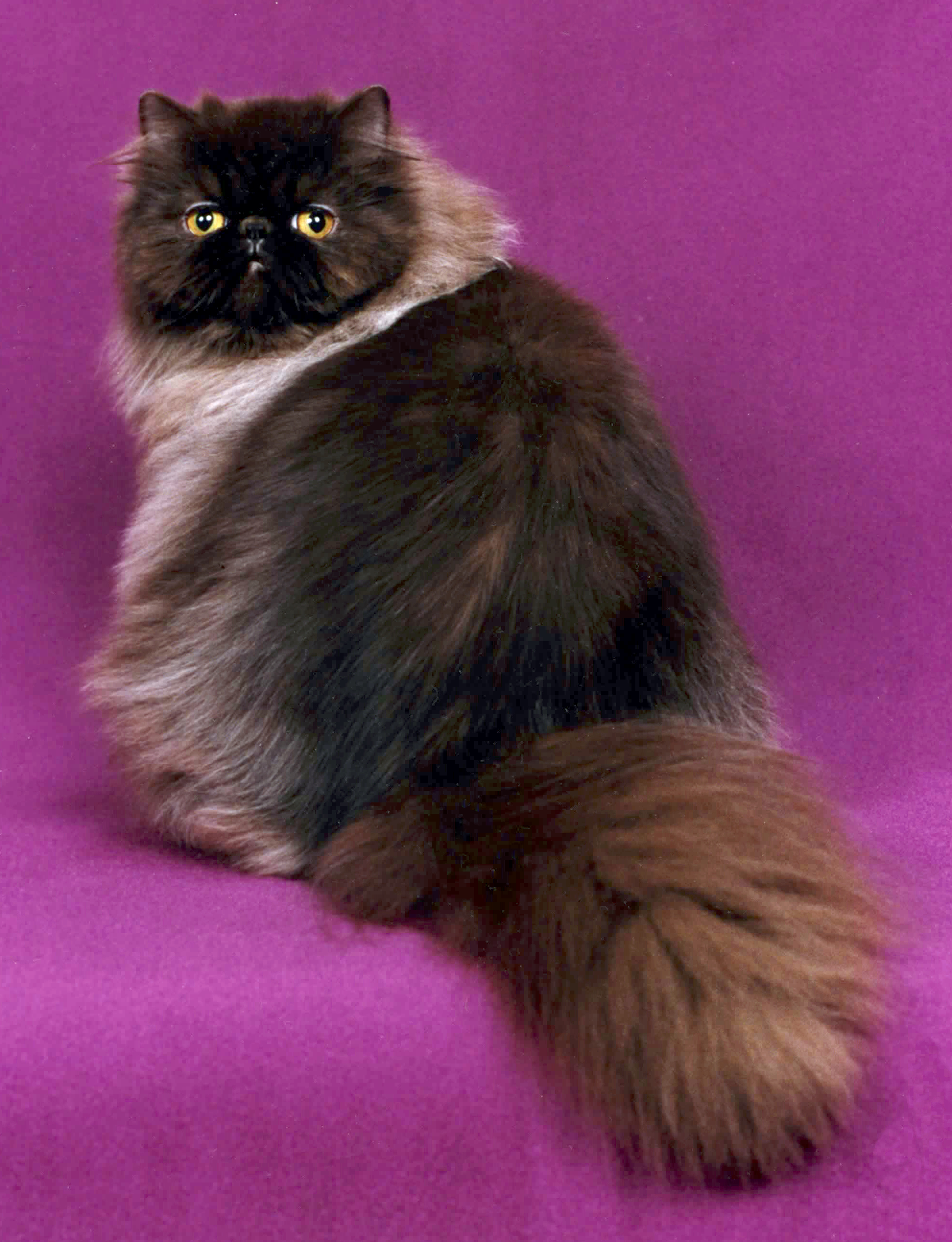
گربه ایرانی اصیل شکلاتی با عنوان "قهرمان بزرگ"